# Hyencourt-le-Grand
Hyencourt-le-Grand korábbi község Franciaországban, Somme megyében. Lakosainak száma 78 fő (2018. január 1.). Hyencourt-le-Grand Ablaincourt-Pressoir, Chaulnes, Marchélepot, Omiécourt és Puzeaux községekkel határos.
2017. január 1-jén Pertain és Omiécourt korábbi községgel egyesült és az így létrejött Hypercourt új község része lett.

## Népesség
A település népességének változása:
| Lakosok száma | 75   | 77   | 83   | 78   |
|               | 2013 | 2015 | 2017 | 2018 |